# At the Gates
At the Gates est un groupe de death metal mélodique suédois, originaire de Göteborg. Formé en 1990, le groupe est connu comme l'un des piliers de cette mouvance musicale. À l'origine actif entre 1990 et 1996, le groupe se reforme en 2007 pour une tournée avant de se séparer de nouveau en 2008. Cependant, ils se réunissent de nouveau en décembre 2010, et continuent à se produire sur scène. À la fin de l'année 2014, le groupe publie At War with Reality, 19 ans après la sortie de son précédent album, puis, en 2018, To Drink from the Night Itself.

## Biographie

### Débuts (1990–1994)
En 1990, les anciens membres du groupe Grotesque décident de former At the Gates, qui deviendra l'un des précurseurs de la vague du deuxième courant death suédois. Aux côtés d'In Flames, Dark Tranquillity, Hypocrisy et Edge of Sanity, ils amèneront le style death metal vers des rivages plus mélodiques et sortent leur premier EP Gardens of Grief cette même année. Décidés à rompre certains stéréotypes du death metal, leurs textes abordent l'aliénation sociale, le suicide et la dépression, les conflits sociopolitiques et l'absurdité de l'existence moderne dans une société capitaliste fondée sur la productivité au détriment de l'humanisme.
Le groupe sort en moins d'un an deux albums consécutifs The Red in the Sky is Ours et With Fear I Kiss the Burning Darkness, respectivement en juillet 1992 et mai 1993.

### Succès et popularité (1994–1996)
Après l'enregistrement du second album, Alf Svensson quitte le groupe et fonde Oxiplegatz. Ce qui ne changera d'ailleurs rien à la productivité du groupe qui sort en juillet 1994, Terminal Spirit Disease.
Le groupe continue à tourner, et publie, en 1995, son nouvel album à succès Slaughter of the Soul, au label Earache Records. Il est considéré par les critiques comme leur album le plus abouti artistiquement,,. Le groupe reçoit un engouement international grâce à son album, et leur clip Blinded by Fear gagne plusieurs rotations sur MTV en Amérique. Mais malgré le succès, le groupe se sépare en 1996.

### Après séparation (1996–2007)
Lorsque le groupe se sépare en 1996, trois de ses musiciens (le batteur Adrian Erlandsson, le bassiste Jonas Björler et le guitariste Anders Björler) forment The Haunted. Tomas Lindberg, toujours en tant que chanteur, fonde The Great Deceiver, groupe mélangeant hardcore, metal et indus et Disfear, groupe de crust punk.

### Réunion (2007–2014)

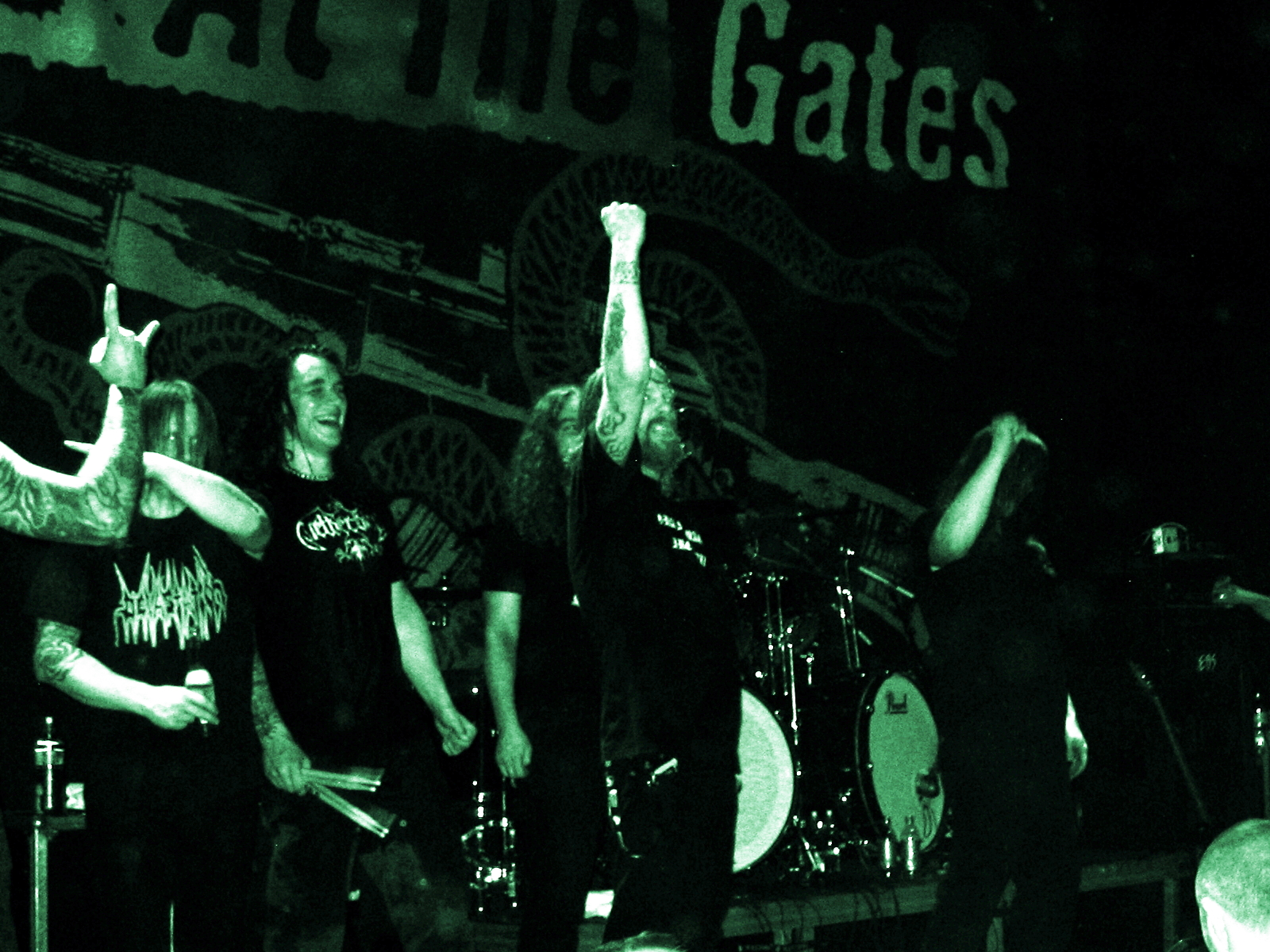
At the Gates en 2008.

Le groupe se reforme pour une tournée des festivals d'été 2008 (Wacken Open Air, Hellfest et Graspop) mais il est certain qu'At the Gates n'enregistrera plus d'albums,. En juillet 2008, ils tournent aux États-Unis et au Canada pour le Suicidal Final Tour puis participent au Bloodstock Open Air britannique le 17 août 2008. TIls terminent leur tournée à Athènes, en Grèce, avec The Ocean le 21 septembre 2008.
En décembre 2010, le groupe annonce officiellement sa deuxième réunion à Göteborg, avec l'intention de jouer au Metaltown 2011. Plus tard dans le mois, ils annoncent leur participation au Bloodstock Open Air de Derbyshire, en Angleterre.
Le 29 janvier 2012, At the Gates annonce sur Facebook plus de concerts en 2012. Ils participent aux festivals Brutal Assault et Vagos Open Air en août, puis au Resurrection Fest en Espagne. En octobre 2012, Tomas Lindberg annonce qu'il ne dirait jamais non à un nouvel album d'At the Gates. Le groupe confirme sa venue en 2013 au Sweden Rock Festival de Solvesborg et Heavy MTL de Montréal.

### At War with RealityetTo Drink from the Night Itself(2014-2018)
Le 21 janvier 2014, At the Gates publie une vidéo sur YouTube montrant un texte marqué 2014, une date possible pour un nouvel album. Le 27 janvier 2014, le groupe révèle la sortie prochaine de l'album At War with Reality au label Century Media Records. At the Gates part en tournée en soutien à At War with Reality qu'ils concluent en août 2016. En mars 2018, le groupe annonce la sortie de son nouvel album intitulé To Drink from the Night Itself qui sort le 18 mai 2018. Un extrait de ce dernier intitulé "To Drink From the Night Itself" est dévoilé le 02 mars 2018 sous forme d'un clip vidéo YouTube. Ils partent promouvoir par la suite, notamment en assurant la première partie de Behemoth lors de leur tournée nord-américaine du 20 octobre au 24 novembre 2018.

### Nouveaux EP (depuis 2019)

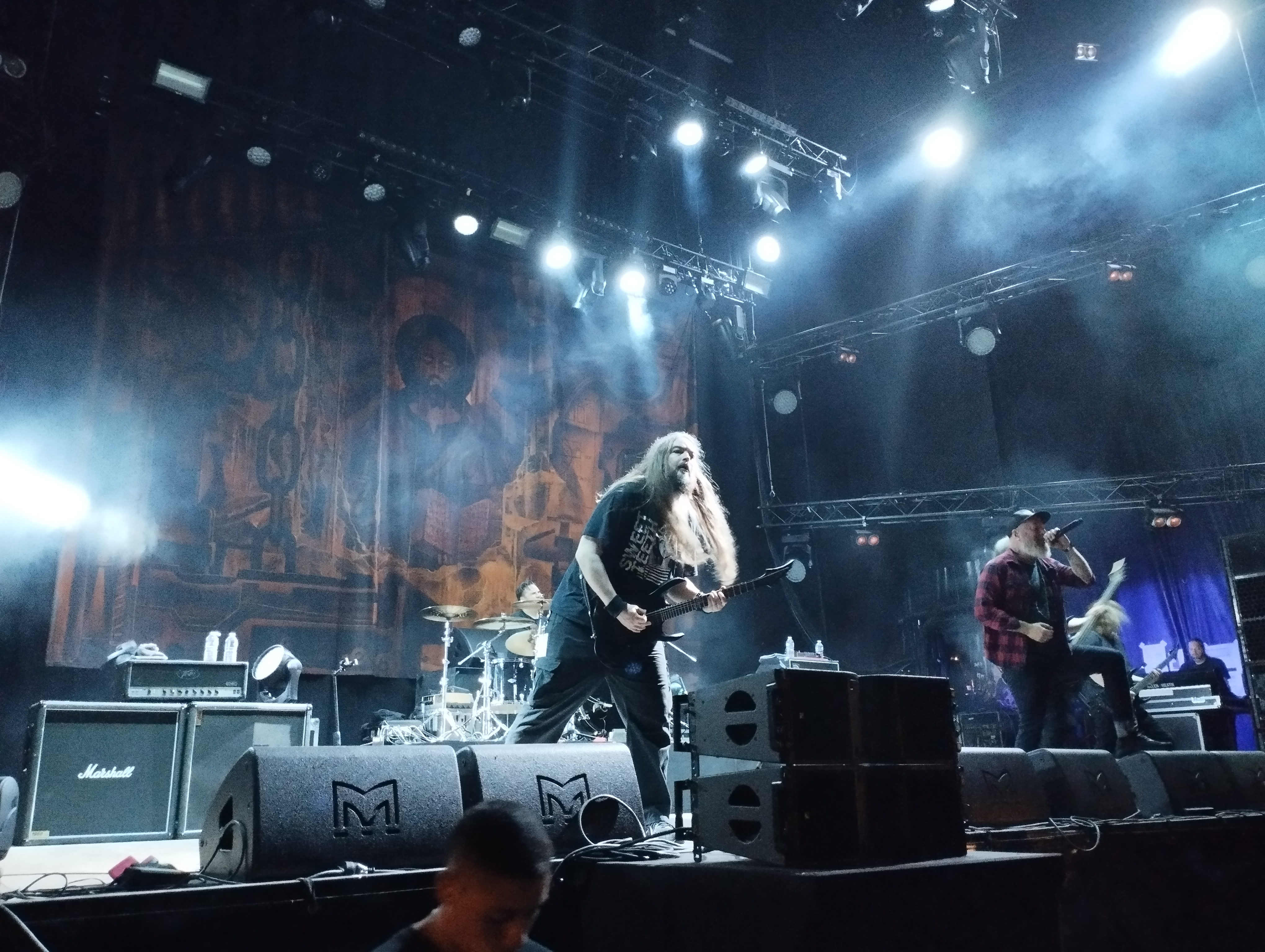
At the Gates en concert au Mennecy Metal Fest, le 9 septembre 2023.

Le 11 janvier 2019, le groupe dévoile un EP intitulé The Mirror Black sous forme d'un vinyl limité à 1000 copies. Le 19 janvier 2019, le groupe publie un nouvel EP With the Pantheons Blind. Ce dernier contient notamment tous les titres bonus de leur album précédent To Drink From the Night Itself.
Du 26 septembre 2019 au 26 octobre 2019, ils assurent la première partie de Amon Amarth dans le cadre de leur tournée nord-américaine. Arch Enemy et Grand Magus assurent également la première partie.

## Membres

### Membres actuels
- Tomas Lindberg - chant (1990-1996, 2007-2008, depuis 2010)
- Jonas Björler - basse (1990-1996, 2007-2008, depuis 2010)
- Adrian Erlandsson - batterie (1990-1996, 2007-2008, depuis 2010)
- Martin Larsson - guitare (1993-1996, 2007-2008, depuis 2010)
- Jonas Stålhammar - guitare (depuis 2017)

### Anciens membres
- Alf Svensson - guitare (1990-1993)
- Björn Mankner − basse (1990)
- Jesper Jarold − violon (1991-1992)
- Cliff Lundberg − basse (1992)
- Tony Andersson − basse de session (1992)
- Anders Björler - guitare (1990-1996, 2007-2008, 2010-2017)

## Discographie

### Albums studio
- 1992 : The Red in the Sky is Ours
- 1993 : With Fear I Kiss the Burning Darkness
- 1994 : Terminal Spirit Disease
- 1995 : Slaughter of the Soul
- 2014 : At War with Reality
- 2018 : To Drink from the Night Itself
- 2021 : The Nightmare of Being

### Compilations & Live
- 2001 : Suicidal Final Art (Compilation)
- 2010 : Purgatory Unleashed: Live At Wacken (Concert enregistré en 2008 au Festival Waken Open Air en Allemagne)

## Vidéographie

### Clips
- 2014 : Death and the Labyrinth (tiré de At War With Reality, réalisé par Patric Ullaeus)
- 2018 : To Drink From The Night Itself (tiré de l'album éponyme)

### DVD
- 2006 : The Making of Slaughter of the Soul (réalisé par Patric Ullaeus)